# Paul Christoph Hennings
Paul Christoph Hennings (ur. 27 listopada 1841 w Heide, zm. 14 października 1908 w Berlinie) – niemiecki botanik i mykolog, samouk.

## Życiorys i praca naukowa
Hennings uczęszczał do szkoły średniej w Meldorfie, ale sytuacja życiowa zmusiła go do opuszczenia jej w trzeciej klasie w 1860 roku bez dyplomu. Około 1861 odbył staż w Ogrodzie Botanicznym w Kilonii. Dzięki poparciu miejscowego dyrektora Ernsta Ferdinanda Nolte i swojego przyjaciela Klausa Grotha mógł zapisać się na uniwersytet w Kilonii w semestrze zimowym 1863/1864. Z powodu wojny niemiecko-duńskiej został jednak zmuszony do przerwania studiów. W 1864 roku i rozpoczął pracę na poczcie w Augustenburgu, a później w Hohenwestedt. W wolnych chwilach zajmował się jednak florą swojego otoczenia, odbywał liczne wycieczki z E.F. Nolte i zaczął zakładać swoją kolekcję botaniczną. Był także nauczycielem w szkole rolniczej w Hohenwestedt.
Po jakimś czasie nowy dyrektor Ogrodu Botanicznego w Kilonii August Wilhelm Eichler zatrudnił go na stanowisku asystenta. Tam Hennings zajmował się sortowaniem zielnika Lucasa i opublikował florę obszaru Hohenwestedt i części obszaru Kilonii. Zajmował się również roślinami kryptogamicznymi. Po raz pierwszy zebrał kompletną kolekcję większych glonów w Zatoce Kilońskiej.
Od 1885 zajmował się prawie wyłącznie grzybami, początkowo z grzybami kapeluszowymi, później także głowniowcami, rdzowcami i innymi pasożytniczymi workowcami. Opublikował również dwa artykuły o glonach. Szybko zyskał reputację autorytetu w dziedzinie grzybów i opisał nowe ich gatunki na północy Niemiec. Coraz częściej zajmował się także grzybami tropikalnymi przysyłanymi do rozpoznania z niemieckich kolonii. Opisał również wiele nowych ich gatunków. W 1890 został zastępcą kustosza, a w 1891 został mianowany kustoszem Ogrodu Botanicznego. Do tego czasu zebrał w Berlinie jedną z najważniejszych kolekcji grzybów na świecie. W 1902 r. został nawet mianowany profesorem, mimo braku wykształcenia akademickiego. Większość ze swoich około 250 publikacji opublikował w czasopiśmie Hedwigia, którego był współredaktorem w latach 1893–1905. Napisał też liczne wiersze humorystyczne. Po krótkiej chorobie zmarł w wieku 66 lat.
W naukowych nazwach utworzonych przez niego taksonów dodawany jest skrót jego nazwiska Henn.